# Classe de durabilité
La classe de durabilité du bois est une mesure de la durabilité du bois. Elle est mesurée en mettant en contact du bois non traité de différents types de bois avec le sol dans des conditions établies d'essai, puis en enregistrant le temps qu'il faut pour que le bois soit attaqué. La classe de durabilité est définie comme la résistance de différentes essences de bois confrontées à des agents biotique de dégradation du bois (champignons, coléoptères, termites, foreurs marins), Les différentes normes ne fournissent pas de cotes de durabilité naturelle contre les risques physiques ou mécaniques, les dangers chimiques et les risques d'incendie.  

## Méthodologie
La durabilité du bois contre les champignons destructeurs du bois est en Europe traditionnellement déterminée dans des tests de résistance en laboratoire, utilisant des cultures pures de pourriture brune ou de pourriture blanche — la pourriture est dite blanche ou brune selon que les micro-organismes responsables de la pourriture sont producteurs ou non d'enzymes capables d'oxydation — causant des basidiomycètes (par exemple, CEN/TS 15083-1, CEN, 2005b); des micro-écosystèmes terrestres avec pourriture molle - causant des micromycètes (CEN/TS 15083-2, CEN. 2005c), ou des essai de plein champ, essais réalisé en plein air, sur des pièces de bois mises au contact du sol (en anglais américain « graveyard test » selon EN 252. CEN. 2015a),.. 
Les résultats des tests peuvent être utilisés pour classer la durabilité des essences de bois et des matériaux à base de bois en fonction de valeurs relatives, c'est-à-dire en référence à des essences de bois non durables telles que l'aubier de Pinus sylvestris L. ou Fagus sylvatica L. selon EN 350, (CEN, 2016) de classe de durabilité DC 1 (très durable) à DC 5 (non durable). La durabilité du bois est toujours exprimée en valeur relative car elle dépend fortement des conditions environnementales: facteurs climatiques du site et conception des produits (Scheffer and Morrell. 1998; Brischke et al., 2013a)
Plusieurs listes sont disponibles sur la durabilité naturelle des essences de bois:
- la norme australienne AS 5604-2005[5] (Standards Australia (en)), les cotes de durabilité naturelle dans le cadre de AS 5604-2005 font référence aux performances du bois à la fois en contact avec le sol et au-dessus du sol lorsqu'il est exposé à des conditions environnementales moyennes, et dans les eaux marines du sud.
- la norme européenne EN 350 (CEN. 2016)

## Degré de précision
La classification de la durabilité d'une essence forestière n'est pas quelque chose qui peut être fait avec une grande précision en raison de la variabilité des propriétés du bois au sein d'une espèce, même au sein de l'arbre individuel et de la nature variable du danger auquel le bois sera exposé.

## EN-350, (CEN, 2016)
La norme  EN-350, (CEN, 2016) donne des conseils sur les méthodes de détermination et de classification de la durabilité du bois et des matériaux à base de bois contre les agents biologiques destructeurs du bois. En plus des essences de bois et des matériaux à base de bois, ces méthodes s'appliquent également à ceux qui ont été traités thermiquement, traités avec des agents de conservation ainsi qu'au bois modifié. Les agents de destruction du bois considérés dans cette norme sont:
- champignons en décomposition du bois (champignons basidiomycètes et pourriture molle)
- coléoptères capables d'attaquer le bois sec
- termites
- organismes marins capables d'attaquer le bois en service.

EN-350:2016 remplace les normes EN 350-1 et EN 350-2, de juillet 1994.

### Classes de durabilité pour les champignons
La classe de durabilité la plus connue mesure la résistance aux champignons . Il existe dans EN-350:2016, cinq classes de durabilité (anciennement I à V, aujourd'hui 1 à 5): la classe de durabilité 1 signifie que le bois de cœur est toujours bon après plus de 25 ans en contact avec le sol. Les classes de durabilité se réfèrent uniquement au bois de cœur. L'aubier est classé comme non durable (DC — durability class — 5).  
| Classe de durabilité | Description         | Longueur de temps | Exemple d'essences                                             |
| -------------------- | ------------------- | ----------------- | -------------------------------------------------------------- |
| 1                    | très durable        | 25 ans ou plus    | Gaïac, azobé, Dicorynia guianensis, Handroanthus serratifolius |
| 2                    | durable             | 15 - 25 ans       | if, châtaignier, chêne                                         |
| 3                    | moyennement durable | 10 - 15 ans       | noyer                                                          |
| 4                    | faiblement durable  | 5 à 10 ans        | pommier, épicéa, mélèze (DC 3-4)                               |
| 5                    | non durable         | 5 ans ou moins    | frêne, érable, tilleul, peuplier, saule                        |

### Classes de durabilité pour les coléoptères
Classes de durabilité pour la résistance aux coléoptères destructeurs de bois. Dans EN-350: 2016:  hylotrupes bajulus, Anobium punctatum (Petite vrillette), Lyctus brunneus (Lycte brun) et Trichoferus holosericeus (de).  
| Classe de durabilité | La description        |
| -------------------- | --------------------- |
| DC D                 | durable               |
| DC S                 | sensible aux attaques |

### Classes de durabilité du bois pour les attaques par les termites et les organismes marins
Classes de durabilité pour la résistance aux termites et aux animaux marins destructeurs de bois: 
Dans la EN-350: 2016, tableau 3 et 4:
| Classe de durabilité | La description      |
| -------------------- | ------------------- |
| DC D                 | durable             |
| DC M                 | moyennement durable |
| DC S                 | non durable         |

### Imprégnabilité, perméabilité, performance
L'annexe B de EN-350: 2016 titrée « Guide de la durabilité biologique et de l'imprégnabilité des essences de bois commercialisées en Europe »  a valeur informative. Elle donne la durabilité biologique de certaines essences de bois considérées comme d'importance économique dans les pays européens comme suit:
- Tableau B.1 - Durabilité du bois de cœur et traitabilité des essences de résineux;
- Tableau B.2 - Durabilité et traitabilité des essences feuillues tempérées;
- Tableau B.3 - Durabilité et traitabilité des essences feuillues tropicales;
- Tableau B.4 - Classification des groupements commerciaux

L'annexe C de EN-350: 2016, titrée « Classification de l'imprégnabilité avec des produits de préservation aqueux » a valeur informative . Elle donne la classification de la traitabilité du bois avec des produits de préservation aqueux du bois, c'est-à-dire la facilité avec laquelle le bois peut être pénétré par un liquide appliqué lors d'un processus d'imprégnation du bois. Selon la formulation, la pénétration obtenue peut être différente.
| Classe de traitabilité | Description                                        | Explication |
| ---------------------- | -------------------------------------------------- | --- |
| 1                      | facile à traiter (perméable)                       | facile à traiter; le bois scié peut être pénétré complètement par traitement sous pression. |
| 2                      | modérément facile à traiter (modérément résistant) | assez facile à traiter; généralement, une pénétration complète n'est pas possible, mais après 3 ou 4 heures par traitement sous pression, plus de 6 mm de pénétration latérale peuvent être atteints dans les résineux et les feuillus, une grande partie des vaisseaux sera pénétrée. |
| 3                      | difficile à traiter (résistant)                    | difficile à traiter; Un traitement sous pression de 3 à 4 heures ne peut entraîner une pénétration latérale supérieure à 3 mm à 6 mm. |
| 4                      | très difficile à traiter (extrêmement résistant)   | pratiquement imperméable au traitement; peu de conservateur absorbé même après 3 à 4 heures par traitement sous pression; pénétration latérale et longitudinale minimale. |

L'annexe D de EN-350: 2016 titrée « Classification de la perméabilité à l'eau » a valeur informative. Elle traite de la classification de la perméabilité à l'eau - la facilité avec laquelle l'eau pénètre dans un matériau à base de bois et est libérée par évaporation. Le terme de perméabilité diffère de celui de traitabilité car ce dernier mesure la pénétration d'une solution aqueuse suivant un programme de traitement défini tandis que la perméabilité à l'eau reflète à la fois l'absorption spontanée et la libération d'eau dans des conditions d'exposition définies.
L'annexe D de EN-350: 2016 titrée « Essais de durabilité vis-à-vis des champignons responsables de l'altération de l'aspect du bois » a valeur informative.
L'annexe F, titrée « Classification de la performance » a valeur informative et couvre la classification par performance, c'est-à-dire la capacité d'une essence de bois ou d'un matériau à base de bois à résister à la détérioration dans le temps. Il permet de comprendre les performances du bois en service.